# Arrows A2
La Arrows A2 è una monoposto di Formula 1 prodotta dalla Arrows, realizzata per partecipare al campionato mondiale di Formula 1 1979.

## Livrea
La livrea della A2 riprende quelle delle precedenti FA1, A1 e A1B, mantenendo il colore dorato dello sponsor Warsteiner. È inoltre presente un'area nera sull'estremità superiore della zona dell'abitacolo, nella quale, anteriormente, è posto il numero di gara.
Tra gli sponsor primeggia il succitato birrificio tedesco Warsteiner, che per la stagione 1979 diviene title sponsor. I suoi loghi giganteggiano sulle pance, sull'alettone posteriore e sul muso. Tra gli altri sono presenti anche Champion, Goodyear e Koni.

## Caratteristiche

### Telaio e aerodinamica
Progettata da Dave Wass e Tony Southgate, nel tentativo di riuscire a sfruttare anch'essa l'effetto suolo, venne progettata per funzionare quasi senza alettoni. La Arrows A2 aveva una aerodinamica infatti molto interessante ed innovativa; soprannominata il sigaro, aveva un alettone anteriore molto abbassato e situato dietro le ruote anteriori, mentre i pontoni si prolungavano davanti alle ruote al fine di inglobare anche le sospensioni. Anche il posizionamento del motore era dettato dall'aerodinamica e, invece di essere parallelo al suolo, era montato con un angolo di 4°, col retro sollevato. In qualche modo tentava di ripercorrere le linee della Lotus 79, ma senza grande successo, visto che la vettura soffriva in rettilineo di ondeggiamenti sull'asse verticale, il fenomeno denominato porpoising.

### Motore
La Arrows A2 era spinta dal motore Ford Cosworth DFV, montato su una monoscocca di lega leggera rivestita. Era inoltre dotata di cambio Hewland FGA400 ed era gommata dalla Goodyear.

## Carriera agonistica

### Stagione
La Arrows A2 ha debuttato solo al Gran Premio di Francia, ottava gara stagionale, prendendo il posto della A1B. Il suo miglior risultato è il sesto posto, ottenuto in due occasioni da Jochen Mass nei Gran Premi di Germania e Olanda.

## Risultati in Formula 1
| Anno | Team   | Motore | Gomme | Piloti  |  |  |  |  |  |  |  |    |     |     |     |     |     |    |     | Punti | Pos. |
| ---- | ------ | ------ | ----- | ------- |  |  |  |  |  |  |  | -- | --- | --- | --- | --- | --- | -- | --- | ----- | ---- |
| 1979 | Arrows | Ford   | G     | Patrese |  |  |  |  |  |  |  | 14 | Rit | Rit | Rit | Rit | 13  |    | Rit | 5     | 9º   |
| 1979 | Arrows | Ford   | G     | Mass    |  |  |  |  |  |  |  | 15 | Rit | 6   | Rit | 6   | Rit | NQ | NQ  | 5     | 9º   |

| Legenda | 1º posto     | 2º posto | 3º posto    | A punti         | Senza punti/Non class.  | Grassetto – Pole position Corsivo – Giro più veloce |
| Legenda | Squalificato | Ritirato | Non partito | Non qualificato | Solo prove/Terzo pilota | Grassetto – Pole position Corsivo – Giro più veloce |